# بيفرلي ساندرز
بيفرلي ساندرز (بالإنجليزية: Beverly Sanders)‏ هي ممثلة أمريكية، ولدت في 2 سبتمبر 1940 في هوليوود في الولايات المتحدة.

## وصلات خارجية
- بيفرلي ساندرز على موقع IMDb (الإنجليزية)
- بيفرلي ساندرز على موقع قاعدة بيانات الأفلام العربية
- بيفرلي ساندرز على موقع إن إن دي بي (الإنجليزية)
- بيفرلي ساندرز على موقع قاعدة بيانات الفيلم (الإنجليزية)